# Stadion RC Havířov
Stadion RC Havířov – stadion do rugby w Hawierzowie, w Czechach. Powstał w latach 1980–1982. Może pomieścić 300 widzów. Swoje spotkania rozgrywają na nim rugbyści klubu RC Havířov.
Pierwsze prace przygotowawcze rozpoczęły się w 1975 roku, ale właściwa budowa stadionu rozpoczęła się w roku 1980. Budowę prowadzono w czynie społecznym (tzw. „Akcja Z”). Nowe boisko do rugby powstało tuż obok hali sportowej Slavii. Oddanie obiektu do użytku nastąpiło w 1982 roku.